# Sottogruppo derivato
In algebra, in particolare in teoria dei gruppi, il sottogruppo derivato di un gruppo è il sottogruppo generato dai suoi commutatori.
Il derivato di un gruppo {\displaystyle G} si denota solitamente con {\displaystyle \mathrm {D} G} o {\displaystyle [G,G]}, mentre l'iterata {\displaystyle n}-esima della derivazione di {\displaystyle G} si denota con {\displaystyle \mathrm {D} ^{n}G}.

## Definizione
Sia {\displaystyle (G,\cdot )} un gruppo, {\displaystyle g,h\in G}. Il commutatore di {\displaystyle g} e {\displaystyle h} (in quest'ordine!) si definisce come {\displaystyle [g,h]=ghg^{-1}h^{-1}}. Sia {\displaystyle S=\lbrace [g,h]|g,h\in G\rbrace }l'insieme dei commutatori di {\displaystyle G}. Il derivato {\displaystyle \mathrm {D} G} si definisce come il sottogruppo generato da {\displaystyle S}, ovvero il più piccolo sottogruppo di {\displaystyle G} che contiene {\displaystyle S}.

## Proprietà
Il sottogruppo derivato {\displaystyle \mathrm {D} G} è un sottogruppo caratteristico di {\displaystyle G}. Infatti, se {\displaystyle \varphi } è un automorfismo di {\displaystyle G}, allora 
{\displaystyle \varphi ([g,h])=\varphi (ghg^{-1}h^{-1})=\varphi (g)\varphi (h)\varphi (g)^{-1}\varphi (h)^{-1}=[\varphi (g),\varphi (h)]\in \mathrm {D} G},
cioè l'insieme dei commutatori (e quindi il sottogruppo che esso genera, ovvero il sottogruppo derivato) è fissato da ogni automorfismo.
In quanto caratteristico, il derivato è quindi normale in {\displaystyle G}, ed è ben definito il gruppo quoziente {\displaystyle G/\mathrm {D} G}. È chiaro dalle definizioni che {\displaystyle G/\mathrm {D} G} è sempre abeliano. Tale quoziente viene detto abelianizzato di {\displaystyle G}.
Un gruppo è abeliano se e solo se il suo derivato è il gruppo banale. Un sottogruppo normale {\displaystyle N\vartriangleleft G} fornisce un quoziente {\displaystyle G/N} abeliano se e solo se {\displaystyle \mathrm {D} G\subseteq N}. In altre parole, {\displaystyle DG} è il minimo sottogruppo per cui bisogna quozientare per ottenere un quoziente abeliano.

## Applicazioni
Un'importante applicazione del concetto di derivato di un gruppo è il seguente criterio per la risolubilità di un gruppo finito: se {\displaystyle G} è un gruppo finito, allora {\displaystyle G} è risolubile se e solo se la serie dei derivati 
{\displaystyle G\supseteq \mathrm {D} G\supseteq \mathrm {D} ^{2}G\supseteq \dots \supseteq \mathrm {D} ^{n}G\supseteq \dots }
termina al gruppo banale, cioè se e solo se esiste {\displaystyle n\in \mathbb {N} } per cui {\displaystyle \mathrm {D} ^{n}G=\lbrace 1_{G}\rbrace }.
La risolubilità di un gruppo ha conseguenze importanti non solo in teoria dei gruppi, ma anche in sue applicazioni ad esempio alla teoria di Galois. Si veda a tale proposito il concetto di risolubilità per radicali.